# Conodonta
De Conodonta of conodonten zijn een groep van uitgestorven, in zee levende gewervelde dieren, die wel op tegenwoordige lancetvisjes leken. Fossiele elementen van conodonten, die wel de 'tandjes' genoemd worden, worden in de stratigrafie veel gebruikt als gidsfossiel. Ze komen al in het Boven-Cambrium voor en behoren daarmee tot de oudst bekende gewervelden. Waarschijnlijk zijn ze aan het eind van het Trias uitgestorven.

## Anatomie

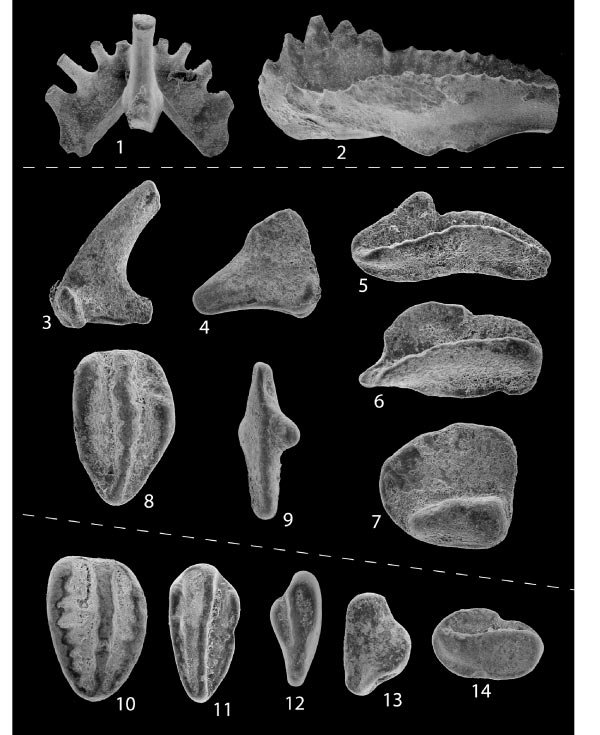
Conodonttandjes uit de Mauch Chunk Formation (Mississippien van de oostelijke VS)

Hoewel de 'tandjes' van conodonten relatief veel gevonden worden, zijn fossielen van hele dieren erg zeldzaam. Het is daarom lang onduidelijk geweest tot welke groep deze dieren behoorden. Hoewel al in 1856 door Pander was gesuggereerd dat de tanden van visachtige dieren waren, werd toch eerder aangenomen dat het overblijfselen van een wormachtig dier waren. In 1982 werd in het Onder-Carboon van Schotland een fossiel van het hele diertje gevonden, daarbij inbegrepen resten van de weke delen van het lichaam. Sindsdien zijn meer fossielen gevonden. De soort Clydagnathus had een duidelijke chorda dorsalis, een structuur die als voorloper van een ruggengraat beschouwd wordt, en waarschijnlijk zelfs ruggenwervels. Vanwege deze kenmerken worden conodonten meestal bij de gewervelden ingedeeld. Conodonten bleken een vrij langgerekt lichaam te hebben dat eindigde in een duidelijke staartvin en aan de kop zaten de veel gevonden 'tandjes' van de conodont. Die bewuste tandjes hebben wellicht niet veel te maken met de tanden van moderne gewervelden.
Er is enige onzekerheid over de grote 'ogen' aan het einde van de kop. Sommige onderzoekers menen dat de eigenlijke ogen veel kleiner zijn en de uitpuiling aan de kop een onderdeel van de mond is, die een voor gewervelde dieren geheel eigen stelsel elementen bevat. Het harde deel van dat apparaat bestaat uit een aantal onderdelen. Er zijn een aantal paren S-elementen, die eruitzien als een staafje met tanden erop. De paren worden genummerd S1 tot S5, zij zijn spiegelbeeldig gerangschikt om het enkele element S0. Daarnaast is er nog een paar M-elementen aan de zijkant van de mond en een paar stevige P-elementen die waarschijnlijk de keel van het dier vormden. Al deze raspachtige elementen tezamen vormden een soort grijp- en raspsysteem en de tanden op de rasp pasten waarschijnlijk op een bepaalde manier in elkaar, omdat zij ook op een bepaalde manier afslijten.

## Gebruik in de stratigrafie
De tandjes komen veel voor en worden in de stratigrafie als gidsfossielen gebruikt. Conodonten zijn bekend van het Cambrium tot de Laat-Trias, mogelijk het vroege Jura, en hun vormenrijkdom en algemeen voorkomen (bij tienduizenden tegelijk) maakt het gemakkelijk de ouderdom van een gesteentelaag vrij snel bij benadering vast te stellen.

## Orden
- Heterostraci
- Thelodonti
- Osteostraci
- Anaspida